# Schizopolis
Schizopolis è un film del 1996 diretto da Steven Soderbergh.

## Trama
Il regista interpreta se stesso nei panni della sua ex moglie, Betsy Brantley, in un film totalmente delirante e satirico che non segue affatto una logica lineare.

## Produzione
Le riprese si sono svolte a Baton Rouge in Louisiana.